# François Resch
François Resch est un homme politique français né le 29 août 1748 à Turckheim et mort en cette ville le 5 décembre 1831. Membre du directoire du département du Haut-Rhin à partir 1790, puis député du Haut-Rhin au Conseil des Cinq-Cents à partir du 14 avril 1798. Rallié au coup d'État du 18 Brumaire, il est nommé conseiller de préfecture à Colmar en 1800. Il est mis à la retraite en 1822.

## Biographie
Jean François Reinhard Resch naît le 29 août 1748 à Turckheim. Les Resch, ou Rèche, sont une famille de notables assez influents de cette ville : son père, François Reinhard, est bourgmestre de Turckheim et avocat au conseil souverain d’Alsace, poste également occupé par son oncle Henri, tandis qu’un autre de ses oncles, Joseph Antoine, est prévôt royal de Kaysersberg.
Mentionné comme étant homme de loi au début de la Révolution, il adhère à la société des amis de la constitution de Colmar en mars 1791. Il est par la suite membre du directoire du district de Colmar, puis du directoire du département du Haut-Rhin avant d’être nommé en 1795 commissaire du gouvernement auprès de l’administration du département. Élu député du Haut-Rhin au Conseil des Cinq-Cents le 14 avril 1798, il ne se fait guère remarquer durant son mandat, qui s’achève avec la dissolution de l’assemblée à la suite du coup d'État du 18 Brumaire. S’étant rallié au consulat, il est nommé conseiller de préfecture à Colmar le 4 avril 1800. Il conserve un temps son poste après la chute du Premier Empire mais est mis à la retraite d’office le 20 mars 1822 en dépit de ses protestations. Dénonçant une manœuvre politique à l’approche des élections, il refuse de toucher sa pension,.
Il se retire par la suite à Turckheim, où il meurt le 5 décembre 1831. Étant resté célibataire et son seul cousin, Laurent, étant mort en 1812 lors de la campagne de Russie, la famille des Resch s’éteint avec lui.